# Veniliornis
Veniliornis és un gènere d'ocells de la família dels pícids (Picidae ).

## Taxonomia
Segons la Classificació del Congrés Ornitològic Internacional (versió 2.5, 2010) aquest gènere està format per 14 espècies:
- picot tintat (Veniliornis affinis).
- picot escarlata (Veniliornis callonotus).
- picot de Cassin (Veniliornis cassini).[1]
- picot del Chocó (Veniliornis chocoensis).
- picot ventregroc (Veniliornis dignus).
- picot de corona pigada (Veniliornis frontalis).
- picot de carpó vermell (Veniliornis kirkii). Hàbitat: Bosc: sec, terra baixa humida, muntanya humida; Àrees de sòl artificial: plantacions, zones urbanes[2]
- picot garser ratllat (Veniliornis lignarius).[3]
- picot de Bahia (Veniliornis maculifrons).
- picot garser de plana (Veniliornis mixtus).
- picot ventrebarrat (Veniliornis nigriceps).
- picot menut (Veniliornis passerinus).
- picot sanguini (Veniliornis sanguineus).
- picot tacat (Veniliornis spilogaster).